# Think of U
「think of U」（シンク・オブ・ユー）は、Crystal Kayの通算7枚目のシングル。2001年11月28日に発売された。

## 概要
- Crystal Kayでは初の冬ソングおよびに初の作詞作品なっている、その後アルバム『CK5』でもファン投票によって選ばれるなどファンの人気は高い。
- 次に発売する「hard to say」では「think of U（KZ Future Disco Mix）」が収録されている。

## 収録曲
1. think of U
  - 作詞：Crystal Kay、西尾佐栄子／作曲：Michico、T-Kura／編曲：T-Kura
  - NTT DoCoMo 九州CMソング
2. Attitude
  - 作詞：川村真澄／作曲・編曲：AKIRA
  - フジテレビ系アニメ「パラッパラッパー」オープニングテーマ
3. think of U（remix）
  - 編曲：HIDEA